# Єпуряну Олександр Іванович
Олекса́ндр Іва́нович Єпуря́ну (Алекса́ндру Єпуря́ну, рум. Alexandru Epureanu, Александру Епуряну; * 27 вересня 1986, Кишинів, Молдавська РСР, СРСР) — молдовський футболіст, захисник турецького клубу «Істанбул ББ» та збірної Молдови.
Насамперед, відомий виступами за клуби «Зімбру» (Кишинів), «Шериф» (Тирасполь) та «Москва». Рекорсмен збірної Молдови за кількістю зіграних (100).

## Клубна кар'єра
У дорослому футболі дебютував у 2002 році виступами за команду клубу «Зімбру», в якій провів два сезони, взявши участь у 29 матчах чемпіонату.
Своєю грою за цю команду привернув увагу представників тренерського штабу тираспольського клубу «Шериф», до складу якого приєднався у 2004 році. Відіграв за тираспольський клуб наступні три сезони своєї ігрової кар'єри. Більшість часу, проведеного у складі тираспольського «Шерифа», був основним гравцем захисту команди.
У 2007 році уклав контракт з клубом «Москва», у складі якого провів наступні два роки своєї кар'єри гравця. Граючи у складі ФК «Москва» також здебільшого виходив на поле в основному складі команди.
До складу клубу «Динамо» (Москва) приєднався у 2010 році. Відіграв за московських динамівців 32 матчі в національному чемпіонаті. Згодом були російські ж «Крила Рад» і «Анжі».
2014 року став гравцем турецького клубу «Істанбул ББ».

## Виступи за збірні
У 2004 році дебютував у складі юнацької збірної Молдови. У 2005 році залучався до складу молодіжної збірної Молдови. У 2006 року дебютував в офіційних матчах у складі національної збірної Молдови. Наразі провів у формі головної команди країни 38 матчів, забивши 3 голи.

## Титули і досягнення
- Чемпіон Молдови (3):

«Шериф»: 2004-05, 2005-06, 2006-07
- Володар Кубка Молдови (3):

«Зімбру»: 2002-03, 2003-04
«Шериф»: 2005-06
- Володар Суперкубка Молдови (1):

«Шериф»: 2005
- Чемпіон Туреччини (1):

«Істанбул Башакшехір»: 2019-20